# 東京都市大学等々力中学校・高等学校
東京都市大学等々力中学校・高等学校（とうきょうとしだいがくとどろきちゅうがっこう・こうとうがっこう、英称：Tokyo City University Todoroki Junior and Senior high school）は、東京都世田谷区等々力八丁目に所在し、中高一貫教育を提供する私立中学校・高等学校。通称は「TCU」、「等々力」、「都市大等々力」など。
高等学校において、中学校から入学した内部進学生徒と高等学校から入学した外部進学生徒は1年次は別クラス、2年次より同じクラスとなる併設型中高一貫校。 東京都市大学の附属学校である。「東急グループ」に属する学校法人五島育英会が運営する。

## 概要
2009年4月、武蔵工業大学が東横学園女子短期大学との統合に伴い、東京都市大学へ改称されたことから、東横学園中学校・高等学校から東京都市大学等々力中学校・高等学校に名称が変更された。
それまでは女子校であったが、2010年4月より男女共学の「共学部」を発足。従前の学部は「女子部」と呼称されていた。2015年度からは全学年が共学となった。
"noblesse oblige"（ノブレス・オブリージュ）の精神を基にしている。"noblesse oblige"とは、高潔な若人が果たすべき責任と義務ということのスローガンである。
2018年、首都圏284学習塾の塾長、教室長へのアンケートによる「入学時の偏差値に比べ、大学合格実績が高い中高一貫校」ランキングにおいて3位となった。

## 主な学校行事
4月
- 中学校・高等学校入学式
- 中学1年生「オリエンテーション合宿」
- 中学3年生「ステージアップ合宿」

5月
- 高校体育祭

6月
- 中学スポーツ大会
- 中学2年生「自己発見と共生の旅」

8月　
- 中学1年生「サバイバルキャンプ」

10月上旬　
- 文化祭「藍桐祭」

11月　
- 中学3年生「平和と命の旅」

2月　
- 高校2年生「イギリス・シンガポール 語学研修旅行」

- 全学年「ロードハイク」

3月
- 高校3年生卒業式
- 中学3年生中学修了式

## 沿革
- 1939年（昭和14年）-東横商業女学校として開校
- 1940年（昭和15年）-東横女子商業学校に校名変更
- 1947年（昭和22年）-等々力中学校開校
- 1948年（昭和23年）-東横学園高等学校となる（全日制普通科女子、夜間部併設）
- 1949年（昭和24年）-等々力中学校を東横学園中学校と改称。東横女子商業学校廃校、東横学園高等学校夜間部廃止

- 1951年（昭和26年）-財団法人東横学園を学校法人東横学園と組織変更
- 1955年（昭和30年）-学校法人東横学園を学校法人武蔵工業大学に合併し、法人名を五島育英会と改称。東横学園二子幼稚園開園

- 2009年（平成21年）-武蔵工業大学が東横学園女子短期大学を統合し、東京都市大学と改称したため、東京都市大学等々力中学校・高等学校に校名変更

- 2010年（平成22年）-共学部を新設
- 2011年（平成23年）-女子部募集停止
- 2016年  (平成28年）-女子部廃止
- 2022年（令和4年）-東京都市大学等々力キャンパスの閉鎖に伴い、東京都市大学等々力中学校・高等学校の機能を同キャンパスに一部移転。

## 教育理念
・「共生」友との共生、明るい学校生活、 豊かな社会生活、異文化・地球環境との共生
・「英知」徹底した学習指導と進路成果、豊かな教養・強い探究心
・「高潔」ノブレスオブリージュの教育

## TQノート
主体的に学ぶ姿勢の基礎となるのは時間を管理する能力であるという考えのもと、「TQ(Time Quest)」ノートを継続的に活用。生徒全員が入学時から「TQノート」を持ち、自ら学習の目標を設定。その達成のための計画を立て、毎日の学習状況を記入していく。そうした活動を行うことにより、主体的に学ぶ姿勢と進路意識が育つ。また、「TQノート」は毎朝回収して、担任のコメントが記入され返却される。校外からの評価も高く、購入したいという人までいるほどである。しかし、生徒からの評判はまちまちである。

## 制服
「noblesse oblige」を具体化した制服。デザインはイギリスのリパブリックスクールに倣い、品格を感じさせるものになっている。色は、知性や高潔さを思わせる濃紺となっている。制服に取り付ける校章のバッチはない。その代わりに、ブレザーの胸元に都市大ブルーの糸で「Toshidai Todoroki」と刺繍が施されている。作成当時は、近隣の学校においても例のないものであった。
- 2003年まで使用されていたブレザーの制服はコシノヒロコのデザイン。
- 2004年から、新しいデザインの制服を導入。ブレザー・チェックのプリーツスカートの組み合わせ。
- 2019年より制服にセーターが導入。

## 部活動
運動部　
- 硬式野球、サッカー、硬式テニス、弓道、剣道、バスケットボール、バトン、舞チア、バレーボール、フットサル、バドミントン、陸上競技

文化部
- 吹奏楽、太鼓、書道、理科、茶道、鉄道研究、演劇、美術、合唱、箏曲、家庭科、軽音

同好会
- 卓球

## 系列校
- 東京都市大学
- 東京都市大学付属中学校・高等学校
- 東京都市大学塩尻高等学校
- 東京都市大学付属小学校
- 東京都市大学二子幼稚園

## 交通
出典 : 
電車
- 東急大井町線等々力駅 徒歩10分

バス
| 乗車駅   | 系統       | 下車停留所                   | 運行事業者 |
| -------- | ---------- | ---------------------------- | ---------- |
| 目黒駅   | 黒02       | 「都市大等々力キャンパス前」 | ■東急      |
| 東京駅   | 東98       | 「都市大等々力キャンパス東」 | ■東急      |
| 渋谷駅   | 渋82       | 「玉川警察署前」             | ■東急      |
| 世田谷駅 | 等11・等13 | 「玉川警察署前」             | ■東急      |
| 用賀駅   | 等12       | 「玉川警察署前」             | ■東急      |

## 主な出身者
- 日色ともゑ - 女優
- 水原まき - 元女優
- 木村由貴子 - 元女優
- 伊藤智恵理 - 女優、タレント（芸能活動の為、明大中野高校へ転校）